# Književnost u 1954.
◄◄ | ◄ | 1951. | 1952. | 1953. | 1954.  | 1955. | 1956. | 1957. | ► | ►►
Arhitektura • Astronautika • Astronomija • Biologija • Film • Fotografija • Glazba • Kazalište • Kemija • Kiparstvo • Knjige • Književnost • Kršćanstvo • Meteorologija • Medicina • Planinarstvo • Politika • Pravo • Promet • Slikarstvo • Strip • Šport • Televizija • Znanost • Zrakoplovstvo • Željeznički promet
Književnost u 1954.

## Svijet

### Nagrade i priznanja
- Nobelova nagrada za književnost:

## Hrvatska i u Hrvata

### Književna djela
- Prokleta avlija Ive Andrića

### Rođenja
- 29. kolovoza – Željko Ivanković, hrvatski i bosanskohercegovački književnik, književni kritičar, prevoditelj, urednik i publicist

## Vanjske poveznice
|  | Zajednički poslužitelj ima još gradiva o temi Književnost u 1954. |